# Conchylodes concinnalis
Conchylodes concinnalis là một loài bướm đêm trong họ Crambidae.